# Oradour-sur-Vayres
 Oradour-sur-Vayres  (en occitano Orador de Vairas) es una población y comuna francesa, situada en la región de Lemosín, departamento de Alto Vienne, en el distrito de Rochechouart y cantón de Oradour-sur-Vayres.

## Demografía
| 2302 | 2086 | 1947 | 1841 | 1811 | 1636 | 1510 |
| Para los censos de 1962 a 1999 la población legal corresponde a la población sin duplicidades (Fuente: INSEE [Consultar]) |      |      |      |      |      |      |